# Казе Ђуцио Ломонако (Потенца)
Казе Ђуцио Ломонако (итал. Case Giuzio Lomonaco) је насеље у Италији у округу Потенца, региону Базиликата.
Према процени из 2011. у насељу је живело 27 становника. Насеље се налази на надморској висини од 780 м.